# Mino Somenzi
Mino Somenzi (Marcaria, 19 gennaio 1899 – Roma, 19 novembre 1948) è stato un giornalista italiano.

## Biografia

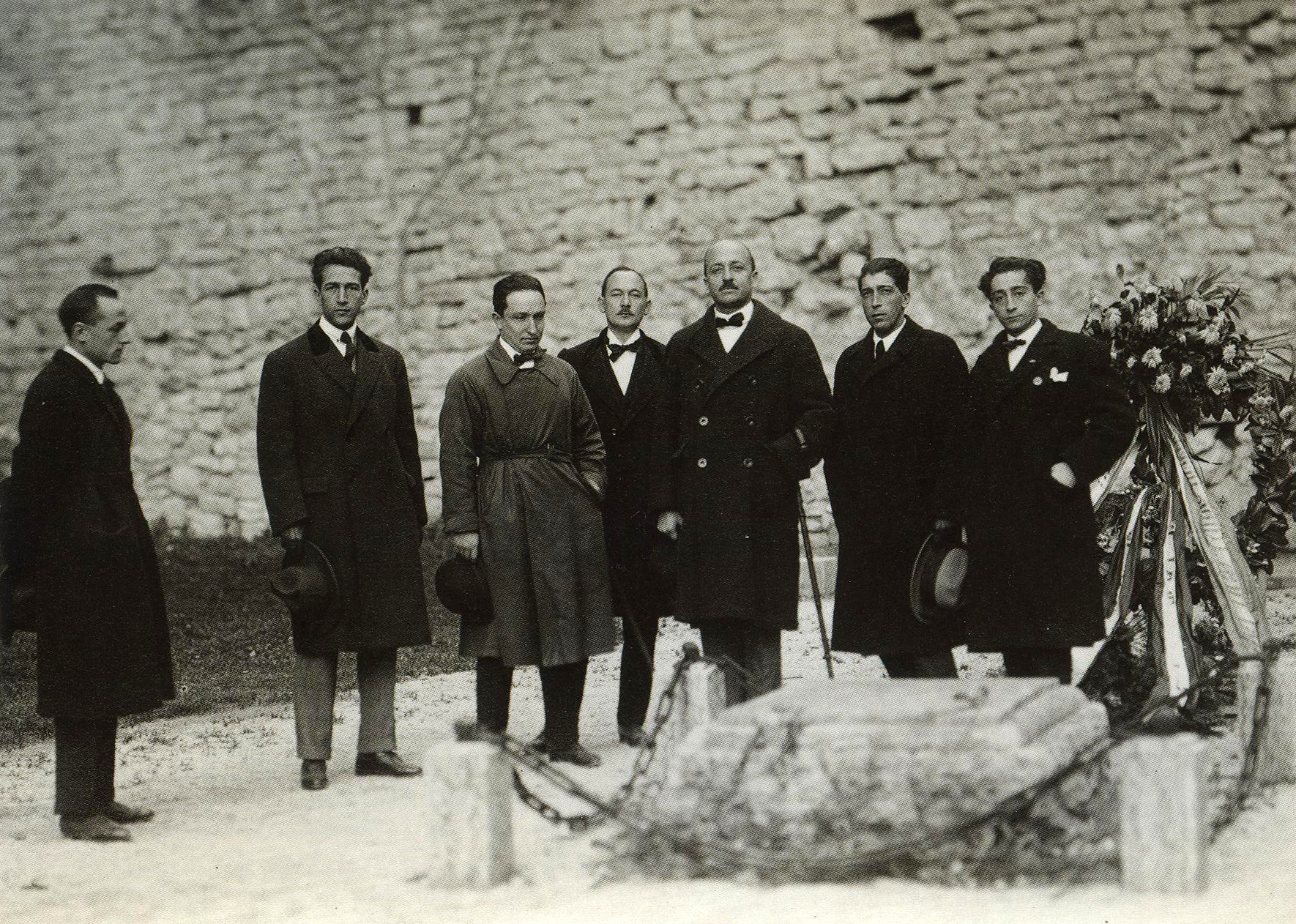
Tullio Garbari, Fortunato Depero, Alfredo Degasperi, Filippo Tommaso Marinetti, Franco Casavola e Mino Somenzi nella fossa dei Martiri del Castello del Buonconsiglio a Trento, 1922, in una foto di Sergio Perdomi

Fu esponente fin dalla gioventù del movimento Futurista. Entrò in contatto con il Gruppo futurista mantovano e allo scoppio della prima guerra mondiale si arruolò volontario. 

Nel 1919 disertò per partecipare alla Impresa di Fiume sotto la guida di Gabriele D'Annunzio. Nell'ambiente estremista dei legionari inizia la sua attività giornalistica che diventerà la sua occupazione principale marginalizzando pittura e scultura. Aderì al fascismo e partecipò alla Marcia su Roma. Trasferitosi a Milano fondò e diresse nel 1923 l'Istituto fascista di propaganda nazionale e anche i periodici Barbapedana e Gente Nostra.
Il suo impegno a favore del futurismo continuò anche dopo il trasferimento a Roma avvenuto nel 1926. Nel 1929 fu tra i redattori de Manifesto dell'Aeropittura futurista con Marinetti, Balla, Fortunato Depero, Prampolini, Gerardo Dottori, Benedetta Cappa, Fillia e Tato.
Nel maggio 1932 fondò e diresse il periodico Futurismo, che, mantenendo uno stretto rapporto con Marinetti, divenne organo di stampa del Futurismo. 
Nel 1933 organizza una mostra futurista a Palazzo Te di Mantova e la Prima mostra nazionale d'arte futurista a Piazza Adriana a Roma.
Con Marinetti e Angiolo Mazzoni, Mino Somenzi redige il Manifesto dell'Architettura Aerea che fu pubblicato il 27 gennaio 1934.
Il periodico futurista cambiò il suo nome in Sant'Elia nel 1934 e in Artecrazia nel 1935, e fu infine chiuso dal regime fascista perché ormai l'arte moderna era osteggiata in quanto non più conforme alla propaganda focalizzata sulla romanità.